# Carlo Karges
Carlo Karges, född 31 juli 1951 i Hamburg, död 30 januari 2002 i Hamburg, var en tysk musiker. Han var gitarrist och låtskrivare i bandet Nena. Han skrev bland annat Nenas största hit, "99 Luftballons", tillsammans med Uwe Fahrenkrog-Petersen.
Efter att Nena splittrades 1987 spelade han i diverse punkband och drev ett tag ett café i Berlin som hette Cafe Carlo. Karges avled i januari 2002 hemma hos sin mamma i Hamburg på grund av leversvikt. Han begravdes den 15 februari 2002 och har fått sitt sista vilorum på kyrkogården Ohlsdorf i Hamburg.